# Guerres romano-longobardes
Les guerres romano-longobardes o guerres bizantino-longobardes foren tot un seguit de conflictes entre l'Imperi Romà d'Orient i la tribu germànica dels longobards que es produïren entre el 568 i el 751. El principal casus belli foren les ambicions imperialistes del rei longobard, Alboí, que frisava per emparar-se del nord d'Itàlia. Les guerres se saldaren amb una derrota romana d'Orient, car els longobards començaren per eixamplar el seu domini a gran part del nord d'Itàlia i acabaren de conquerir l'exarcat de Ravenna el 751.